# Christa Stubnick
Christa Stubnick, née Seliger le 12 décembre 1933 à Gardelegen (Saxe-Anhalt et morte le 13 mai 2021) et mariée Fischer, est une athlète allemande. Elle a remporté deux médailles d'argent aux Jeux olympiques d'été de 1956.

## Biographie
Elle a commencé l'athlétisme en 1950. À partir de 1952, elle s'entraînait au Dynamo Potsdam où son entraîneur Max Schommler la fit devenir la première des grandes sprinteuses est-allemandes. En 1954, elle manquait les championnats d'Europe car la fédération est-allemande d'athlétisme n'était pas encore reconnue.
Elle prit part aux Jeux olympiques d'été de 1956 pour l'Allemagne de l'Est au sein de l'équipe unifiée d'Allemagne. Sur 100 m, elle se classait deuxième, remportant l'argent entre les deux Australiennes Betty Cuthbert (or) et Marlene Mathews (bronze). Sur 200 m, elle obtenait à nouveau l'argent, encore battue par Betty Cuthbert et devançant Marlene Mathews. Avec le relais 4 × 100 m, elle prenait le sixième rang.
Aux Championnats d'Europe de 1958, elle remportait le bronze sur 100 m, battue par la Britannique Heather Young et la Soviétique Vera Krepkina et terminait cinquième sur 200 m.
Christa Stubnick a battu plusieurs records dès 1953. Le plus spectaculaire fut son temps de 23 s 6 sur 200 m qui lui permettait d'égaler le record d'Europe vieux de 19 ans de la Polonaise Stanislawa Walasiewicz.

## Palmarès

### Jeux olympiques
- Jeux olympiques d'été de 1956 à Melbourne :
  -  Médaille d'argent sur 100 m
  -  Médaille d'argent sur 200 m
  - 5e en relais 4 × 100 m

### Championnats d'Europe
- Championnats d'Europe d'athlétisme de 1958 à Stockholm :
  -  Médaille de bronze sur 100 m
  - 5e sur 200 m

## Records
- Record d'Europe du 100 m en 11 s 5, le 30 septembre 1956 à Dresde (record de Bertha Van Duyne égalé, sera battu par Giuseppina Leone)
- Record d'Europe du 200 m en 23 s 6, le 7 août 1954 à Budapest (record de Stanislawa Walasiewicz égalé, sera battu par Maria Itkina)
- Record d'Europe du 200 m en 23 s 5, le 7 août 1954 à Budapest (amélioration du record de Maria Itkina, sera battu par Maria Itkina)
- Record du monde du relais 4 × 100 m en 45 s 1, le 30 septembre 1956 à Dresde avec Bärbel Mayer, Gisela Köhler et Erika Fisch (amélioration du record du relais soviétique composé de Botskarova-Itkina-Krepkina-Kosheleva, sera battu par le relais Australien composé de Strickland-Croker-Mellor-Cuthbert et dans la même course par le relais allemand composé Mayer-Köhler-Stubnick-Sander)
- Record du monde du relais 4 × 100 m en 44 s 9, le 1er décembre 1956 à Melbourne avec Bärbel Mayer, Gisela Köhler et Maria Sander (record codétenu avec le relais Australien composé de Strickland-Croker-Mellor-Cuthbert et réalisé en demi-finale des Jeux olympiques mais les Allemandes étaient arrivées derrière les Australiennes, sera battu en finale par les Australiennes Strickland-Croker-Mellor-Cuthbert)

## Sources
- (de) Cet article est partiellement ou en totalité issu de l’article de Wikipédia en allemand intitulé « Christa Stubnick » (voir la liste des auteurs).